# Framerville-Rainecourt
Framerville-Rainecourt est une commune française située dans le département de la Somme, en région Hauts-de-France.

## Géographie

### Description
Framerville-Rainecourt est un village rural situé entre le nord du plateau du Santerre et le sud de la vallée de la Somme, à trente kilomètres à l'est d'Amiens, autant au sud-est de Bapaume et quarante à l'ouest de Saint-Quentin.
Le hameau de Rainecourt, qui fut une commune, est en continuité de Framerville.
La commune est traversée par l'autoroute A29 (France) et est desservie par l'ex-RN 29 (actuelle RD 1029).
En 2019, elle est desservie par les autocars du réseau Trans'80, Hauts-de-France, tous les mardis sauf les jours fériés (ligne no 43, Harbonnières - Rosières-en-Santerre, ligne no 47 et ligne no 59).

### Hydrographie
La commune est située dans le bassin Artois-Picardie. Elle n'est drainée par aucun cours d'eau.

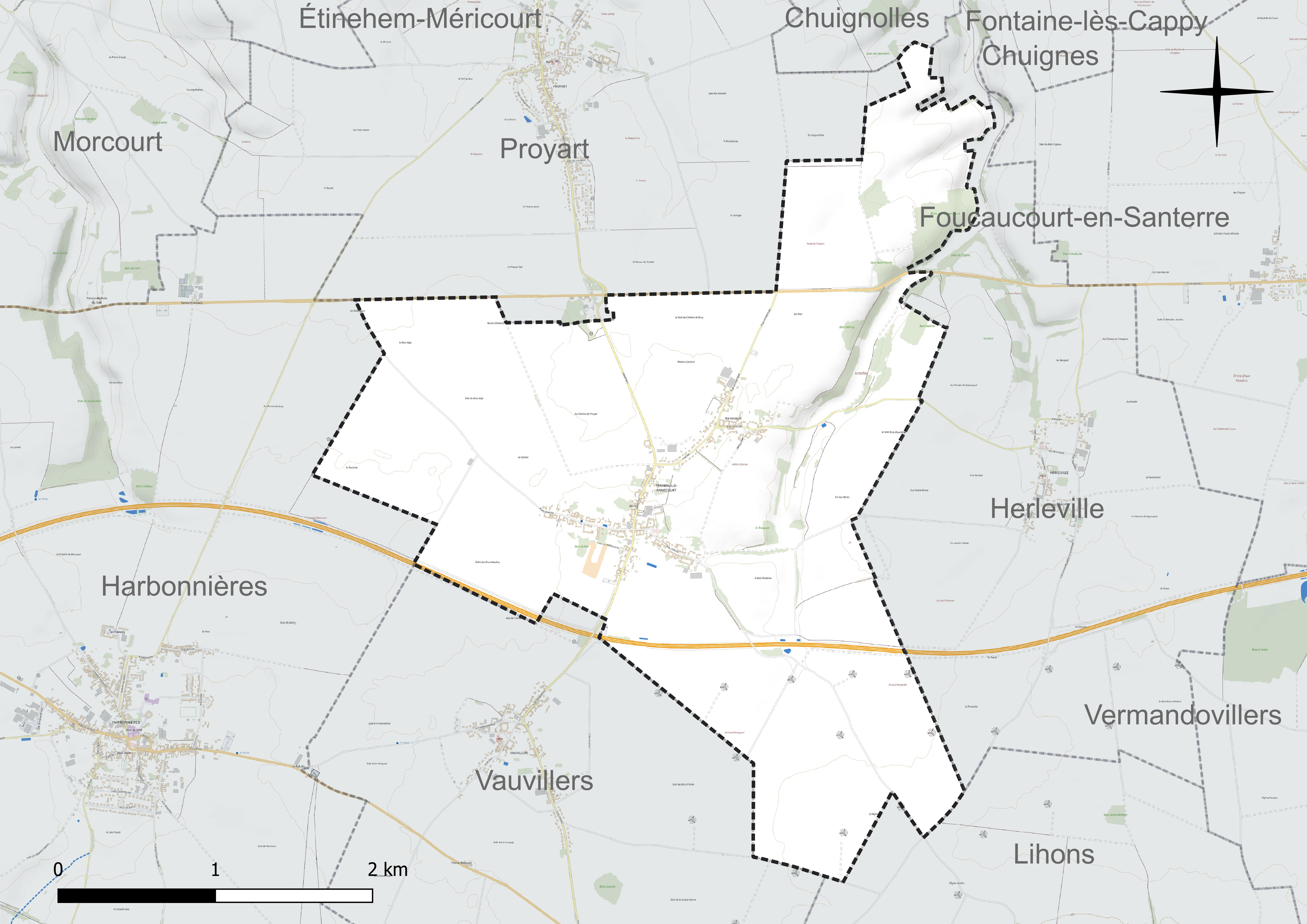
Réseau hydrographique de Framerville-Rainecourt.

### Climat
Pour des articles plus généraux, voir Climat des Hauts-de-France et Climat de la Somme.
En 2010, le climat de la commune est de type climat océanique dégradé des plaines du Centre et du Nord, selon une étude du CNRS s'appuyant sur une série de données couvrant la période 1971-2000. En 2020, Météo-France publie une typologie des climats de la France métropolitaine dans laquelle la commune est exposée à un climat océanique et est dans la région climatique Nord-est du bassin Parisien, caractérisée par un ensoleillement médiocre, une pluviométrie moyenne régulièrement répartie au cours de l'année et un hiver froid (3 °C).
Pour la période 1971-2000, la température annuelle moyenne est de 10 °C, avec une amplitude thermique annuelle de 14,6 °C. Le cumul annuel moyen de précipitations est de 683 mm, avec 10,6 jours de précipitations en janvier et 8,5 jours en juillet. Pour la période 1991-2020, la température moyenne annuelle observée sur la station météorologique la plus proche, située sur la commune de Rouvroy-en-Santerre à 10 km à vol d'oiseau, est de 10,8 °C et le cumul annuel moyen de précipitations est de 635,8 mm,. Pour l'avenir, les paramètres climatiques de la commune estimés pour 2050 selon différents scénarios d'émission de gaz à effet de serre sont consultables sur un site dédié publié par Météo-France en novembre 2022.

## Urbanisme

### Typologie
Au 1er janvier 2024, Framerville-Rainecourt est catégorisée commune rurale à habitat dispersé, selon la nouvelle grille communale de densité à sept niveaux définie par l'Insee en 2022.
Elle est située hors unité urbaine. Par ailleurs la commune fait partie de l'aire d'attraction d'Amiens, dont elle est une commune de la couronne,. Cette aire, qui regroupe 369 communes, est catégorisée dans les aires de 200 000 à moins de 700 000 habitants,.

### Occupation des sols
L'occupation des sols de la commune, telle qu'elle ressort de la base de données européenne d'occupation biophysique des sols Corine Land Cover (CLC), est marquée par l'importance des territoires agricoles (94,5 % en 2018), en diminution par rapport à 1990 (96,4 %). La répartition détaillée en 2018 est la suivante : 
terres arables (90,7 %), zones urbanisées (5,5 %), zones agricoles hétérogènes (3,8 %). L'évolution de l'occupation des sols de la commune et de ses infrastructures peut être observée sur les différentes représentations cartographiques du territoire : la carte de Cassini (XVIIIe siècle), la carte d'état-major (1820-1866) et les cartes ou photos aériennes de l'IGN pour la période actuelle (1950 à aujourd'hui).

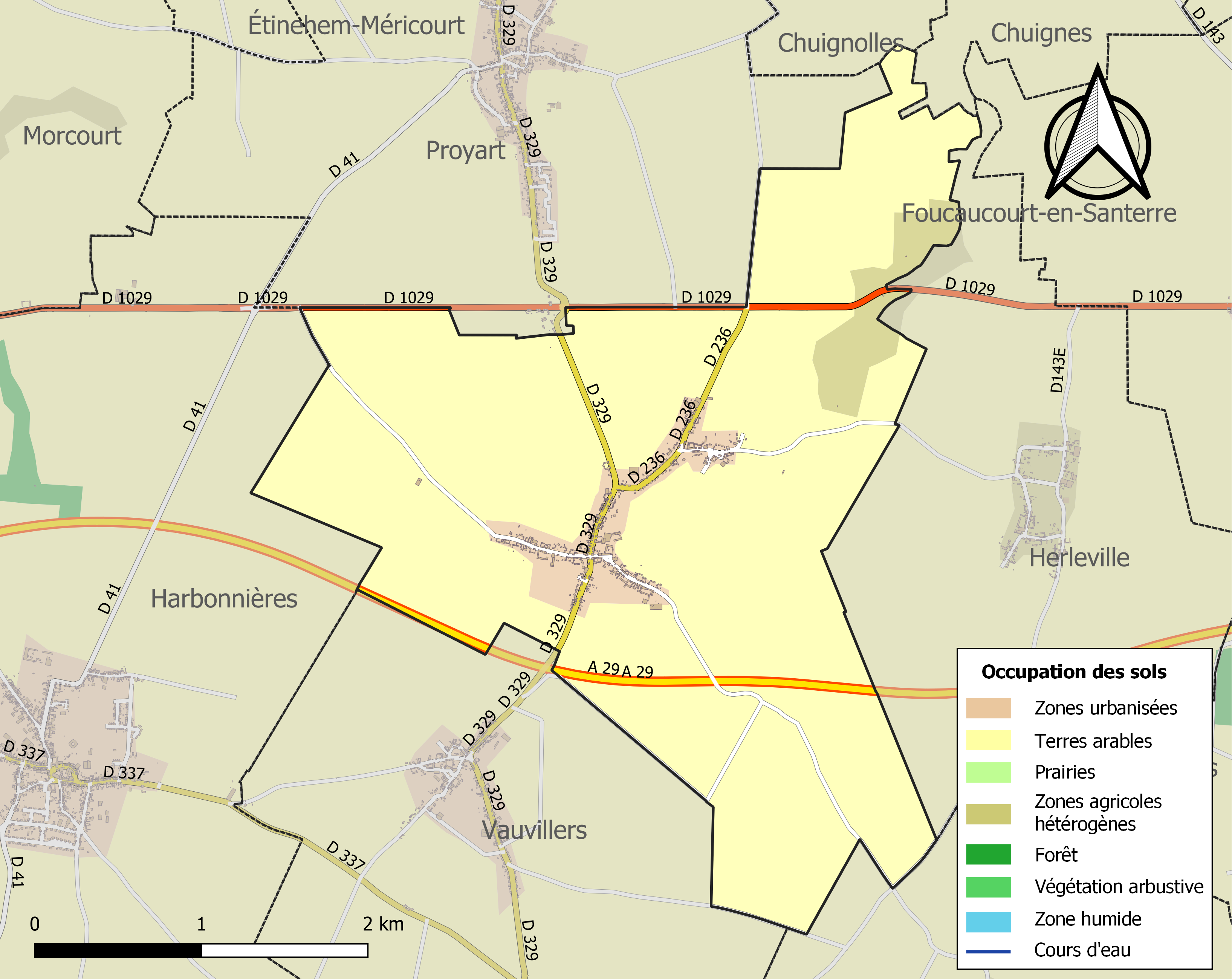
Carte des infrastructures et de l'occupation des sols de la commune en 2018 (CLC).

## Toponymie
Framerville est attesté sous les formes Frameriaca villa en 1088 ; Framerivilla en 1149 ; Framervilla en 1183 ; Framerville en 1240 ; Frameriville en 1260 ; Framerivile en 1301 ; Fremerinville en 1519 ; Frammerville en 1637 ; Franmerville en 1638 ; Fraumerville en 1657 ; Fremerville en 1695 ; Framville — Fraimville — Fraimiville ; Framerville-en-Santerre en 1771.
Rainecourt est attesté sous les formes Remecurt en 1184 ; Reinecort en 1230 ; Raynecourt en 1262 ; Reinecourt, Rancourt, Ramicourt, Rainecourt en 1451 ; Reignecourt en 1696 ; Renecourt en 1729 ; Rainnecourt en 1764 ; Rennecourt en 1729 ; Ramecourt en 1778 ; Reinnecourt en 1801.

## Histoire
Framerville-Rainecourt est issue de la fusion entre deux anciennes communes : Framerville et Rainecourt, décidée par un décret du 24 octobre 1963, et qui a pris effet le premier janvier 1964.
Framerville a été desservi par la ligne de chemin de fer secondaire à voie métrique Albert - Montdidier des chemins de fer départementaux de la Somme. Celle-ci, mise en service en 1889 a cessé son trafic voyageur en 1949. La gare de Framerville se trouvait à l'extrémité de la rue d'Harbonnières (aujourd'hui rue des Vergers). Le train transportait aussi bien des voyageurs que des marchandises.
Première Guerre mondiale
Le 29 août 1914, au tout début de la Première Guerre mondiale a lieu à Proyart, à Framerville et à Rainecourt une bataille où la 6e armée du général Maunoury tente de bloquer l'avancée de l'armée du général Von Kluck. Environ quatre mille soldats sont tués, mais les français sont parvenus à freiner l'avancée allemande.
Framerville et Rainecourt  deviennent des villages de l'arrière où sont installées des batteries d'artillerie. Afin de desservir le front, des voies ferrées militaires ont été établies à voie normale et à voie métrique dans les deux villages en complément de la voie métrique des chemins de fer départementaux de la Somme pour acheminer vivres et munitions vers les tranchées,.
Les villages sont occupés par l'armée allemande  du 14 mars au 17 août 1918, date à laquelle les armées australiennes, canadiennes et anglaises libèrent Framerville et Rainecourt lors de la bataille de Picardie (08-1918), et capturent un canon allemand à longue portée qui bombardait Amiens, situé à 25 km de distance. Ce canon est exposé à Canberra, la capitale australienne,.
Le château est fortement endommagé par les combats de la Première Guerre mondiale et n'a pas été reconstruit.

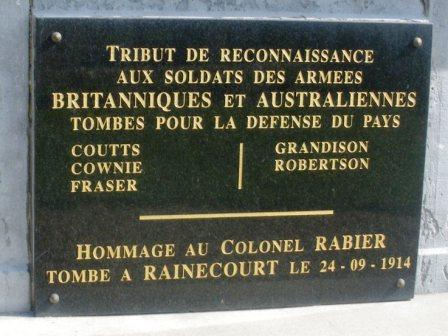
Plaque du monument aux morts en hommage aux soldats britanniques et australiens morts dans la commune en 14/18.

Fin août 1916, la 72e division d'infanterie française installe son QG au lieu-dit « la Place Blanche »,. Un dépôt de matériel y était aménagé par l'armée française
Durant la guerre, les deux villages de Framerville et de Rainecourt ont subi des destructions et ont  été décorés de la Croix de guerre 1914-1918, le 27 octobre 1920.

## Politique et administration

### Rattachements administratifs et électoraux
La commune se trouve dans l'arrondissement de Péronne du département de la Somme. Pour l'élection des députés, elle fait partie depuis 1958 de la cinquième circonscription de la Somme.
Elle faisait partie depuis 1801 du canton de Chaulnes. Dans le cadre du redécoupage cantonal de 2014 en France, la commune est intégrée au canton de Ham.

### Intercommunalité
La commune était adhérente de la communauté de communes de Haute-Picardie créée en 1994 sous le nom de communauté de communes de Chaulnes et environs, et qui a pris sa dénomination de communauté de communes de Haute-Picardie en 1999.
Dans le cadre des dispositions de la loi portant nouvelle organisation territoriale de la République du 7 août 2015, qui prévoit que les établissements publics de coopération intercommunale (EPCI) à fiscalité propre doivent avoir un minimum de 15 000 habitants, la préfète de la Somme propose en octobre 2015 un projet de nouveau schéma départemental de coopération intercommunale (SDCI) qui prévoit la réduction de 28 à 16 du nombre des intercommunalités à fiscalité propre du département.
Le projet préfectoral prévoit la « fusion des communautés de communes de Haute Picardie et du Santerre », le nouvel ensemble de 17 954 habitants regroupant 46 communes,,. À la suite de l'avis favorable de la commission départementale de coopération intercommunale en janvier 2016, la préfecture sollicite l'avis formel des conseils municipaux et communautaires concernés en vue de la mise en œuvre de la fusion le 1er janvier 2017.
Cette procédure aboutit à la création au 1er janvier 2017 de la communauté de communes Terre de Picardie, dont la commune est désormais membre.

### Liste des maires
| Période                                  | Période                    | Identité                     | Étiquette              | Qualité                                                                |
| ---------------------------------------- | -------------------------- | ---------------------------- | ---------------------- | ---------------------------------------------------------------------- |
| Les données manquantes sont à compléter. |                            |                              |                        |                                                                        |
| 1804                                     |                            | André de Biaudos de Castéja, | Majorité ministérielle | Propriétaire du château Comte, préfet Député de la Somme (1824 → 1827) |
| Les données manquantes sont à compléter. |                            |                              |                        |                                                                        |
|                                          |                            | Pierre Avez                  |                        | Vice-président de la communauté de communes de Haute-Picardie          |
| mars 2001                                | En cours (au 30 mars 2021) | Jean-Philippe Avenel         |                        | Réélu pour le mandat 2020-2026,                                        |

## Population et société

### Démographie
L'évolution du nombre d'habitants est connue à travers les recensements de la population effectués dans la commune depuis 1793. Pour les communes de moins de 10 000 habitants, une enquête de recensement portant sur toute la population est réalisée tous les cinq ans, les populations de référence des années intermédiaires étant quant à elles estimées par interpolation ou extrapolation. Pour la commune, le premier recensement exhaustif entrant dans le cadre du nouveau dispositif a été réalisé en 2006.

En 2022, la commune comptait 447 habitants, en évolution de −3,25 % par rapport à 2016 (Somme : −1,26 %, France hors Mayotte : +2,11 %).
| 1793 | 1800 | 1806 | 1821 | 1831 | 1836 | 1841 | 1846 | 1851 |
| ---- | ---- | ---- | ---- | ---- | ---- | ---- | ---- | ---- |
| 592  | 487  | 544  | 539  | 524  | 495  | 508  | 533  | 485  |

| 1856 | 1861 | 1866 | 1872 | 1876 | 1881 | 1886 | 1891 | 1896 |
| ---- | ---- | ---- | ---- | ---- | ---- | ---- | ---- | ---- |
| 493  | 428  | 454  | 455  | 439  | 421  | 421  | 427  | 370  |

| 1901 | 1906 | 1911 | 1921 | 1926 | 1931 | 1936 | 1946 | 1954 |
| ---- | ---- | ---- | ---- | ---- | ---- | ---- | ---- | ---- |
| 347  | 360  | 312  | 291  | 341  | 323  | 320  | 316  | 298  |

| 1962 | 1968 | 1975 | 1982 | 1990 | 1999 | 2006 | 2011 | 2016 |
| ---- | ---- | ---- | ---- | ---- | ---- | ---- | ---- | ---- |
| 279  | 341  | 294  | 278  | 237  | 296  | 408  | 465  | 462  |

| 2021 | 2022 | - | - | - | - | - | - | - |
| ---- | ---- | - | - | - | - | - | - | - |
| 451  | 447  | - | - | - | - | - | - | - |

## Culture locale et patrimoine

### Lieux et monuments

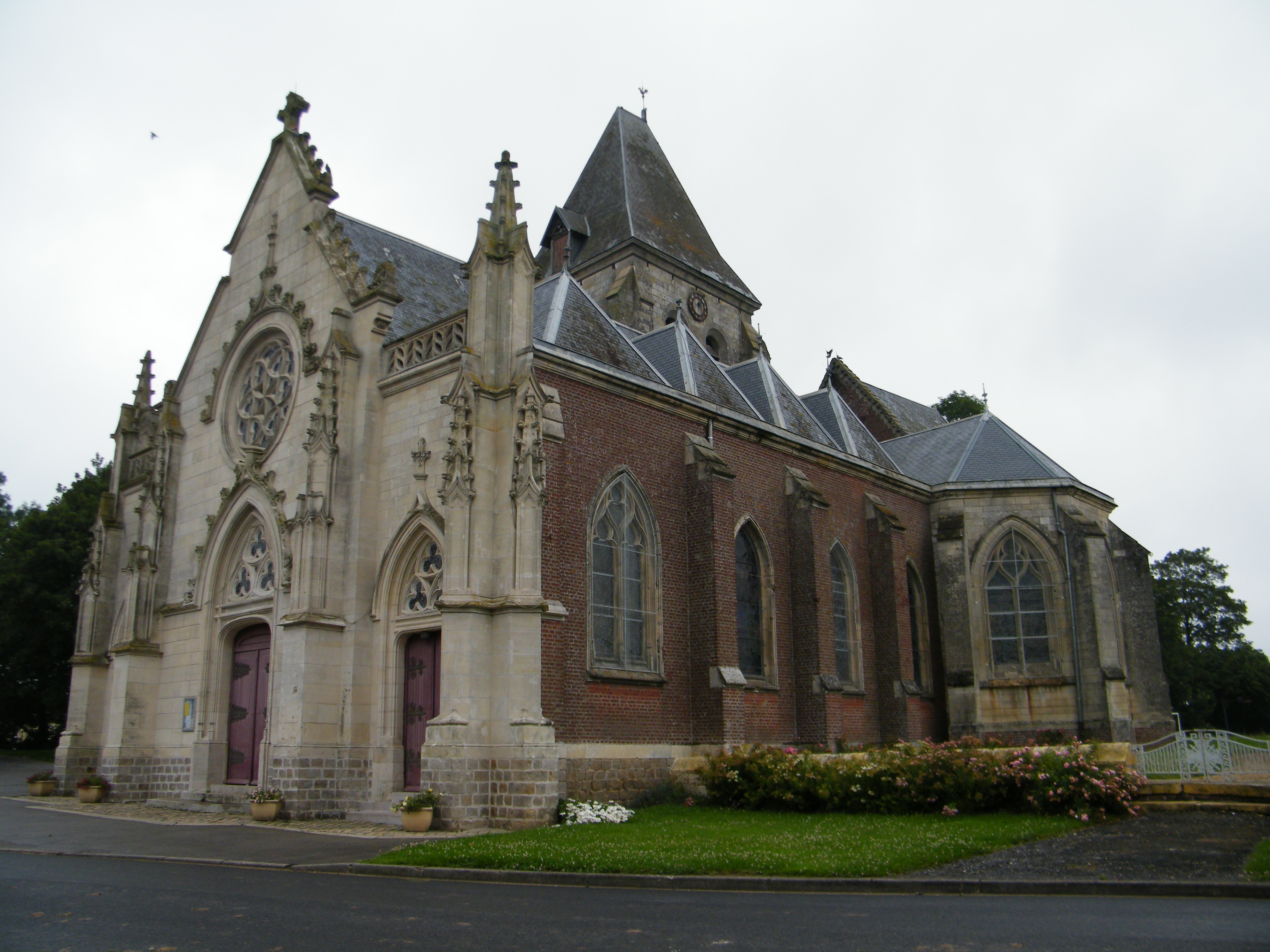
L'église Sainte-Geneviève reconstruite, vue en 2014.

- Monument aux morts, surmonté d'une croix de guerre, réalisé en 1926 sur les plans de Pierre Chirol avec une sculpture de poilu  de Jules Déchin[40],[41],[42].

- Église Sainte-Geneviève de Framerville[43], reconstruite à l'identique en 1923 après les destructions de la  Première Guerre mondiale[44] par l'architecte rouennais Pierre Chirol[45],[46].

L'église de Frammerville avant sa destruction pendant la Première Guerre mondiale
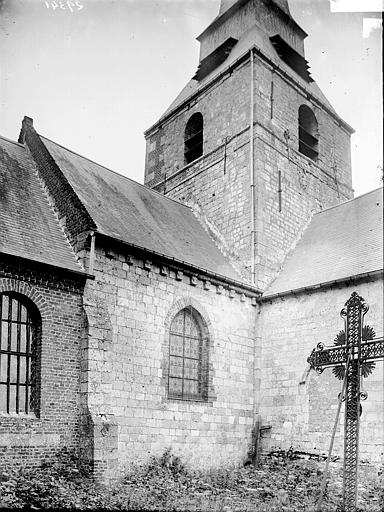
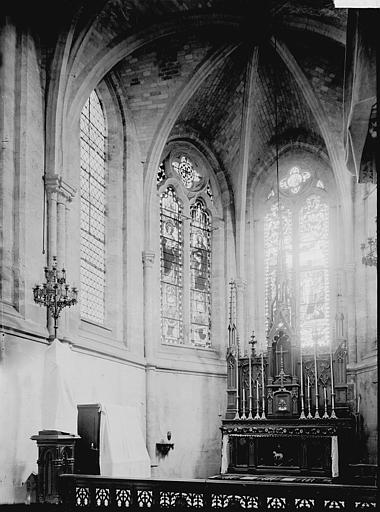
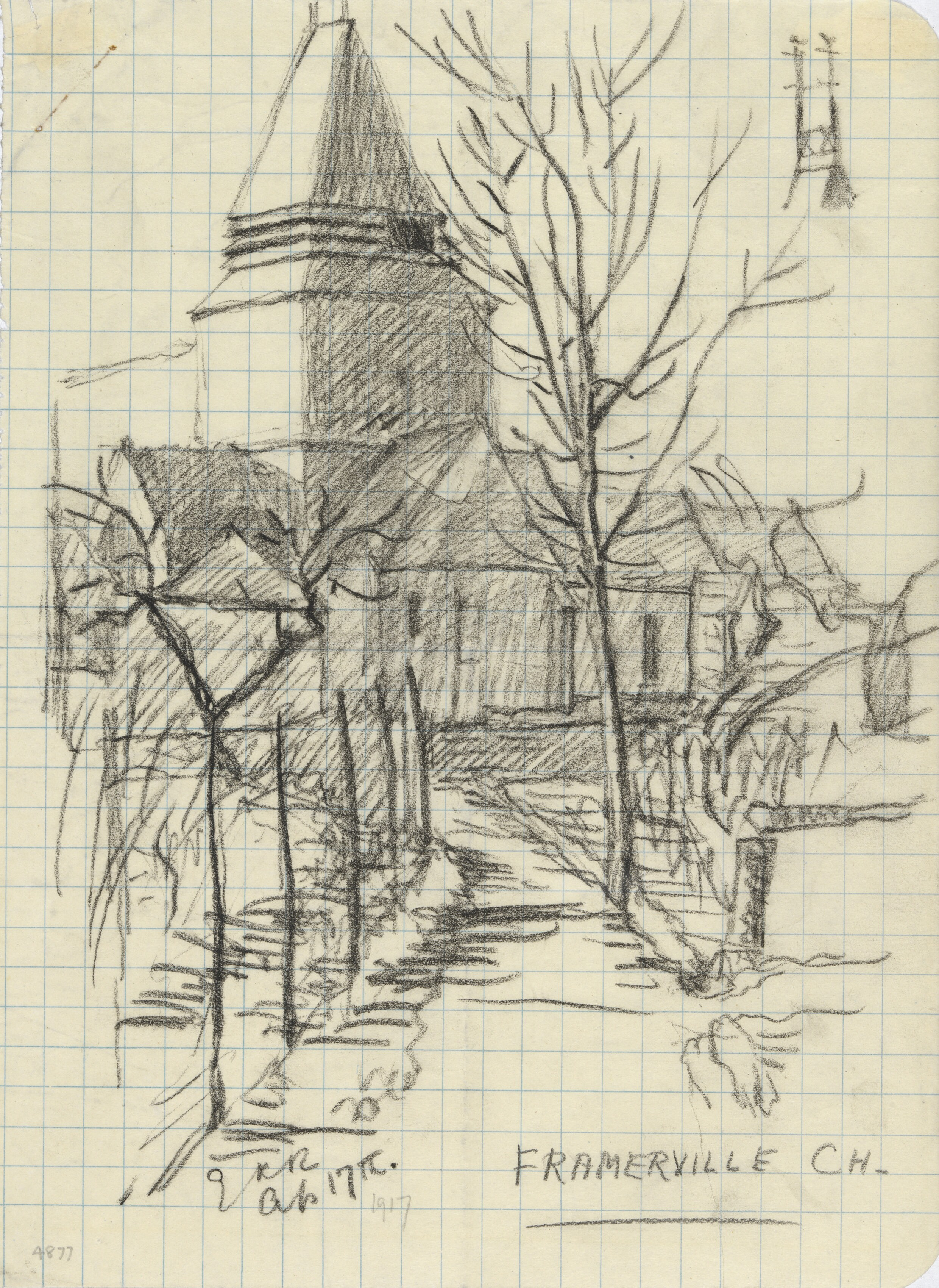
Dessin du soldat britannique Geoffrey Rose le 17 avril 1917

- L'église Saint-Nicolas de Rainecourt est devenue la salle communale Saint-Nicolas[47]
- Oratoire en forme de puits à Rainecourt. Il remplace une  petite grotte de Lourdes depuis 1998[48].
- Restes de l'ancien château, détruit pendant la Première Guerre mondiale : portail d'entrée et communs, restaurés après la guerre, situés sur le côté nord de l'église. Le château lui-même était un édifice en brique et pierre, du XVIIIe siècle. Son aspect est connu par des cartes postales anciennes. Il n'a pas été reconstruit et il n'en reste que quelques pans de murs[49].

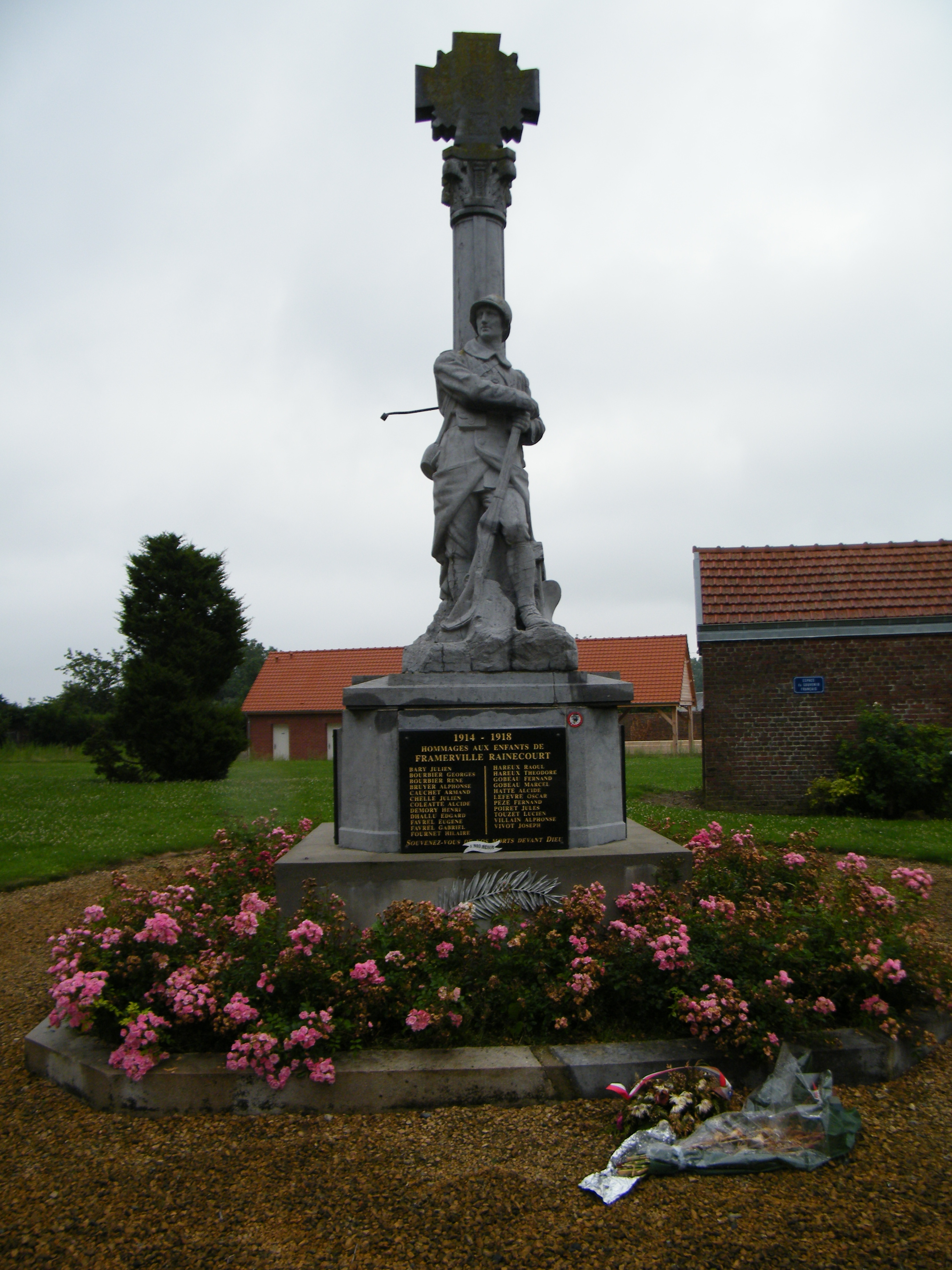
Monument aux morts.
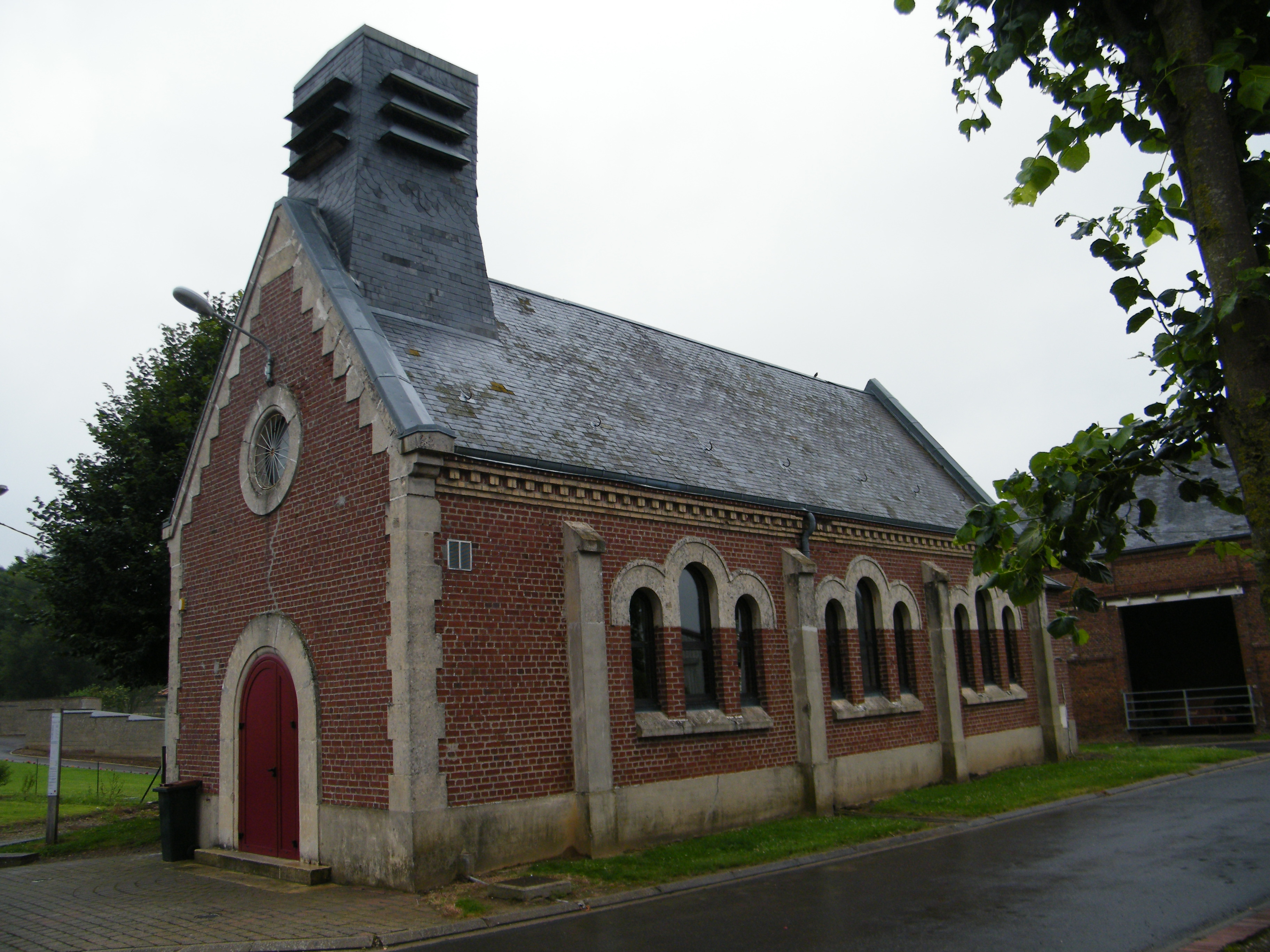
Salle Saint-Nicolas à Rainecourt.
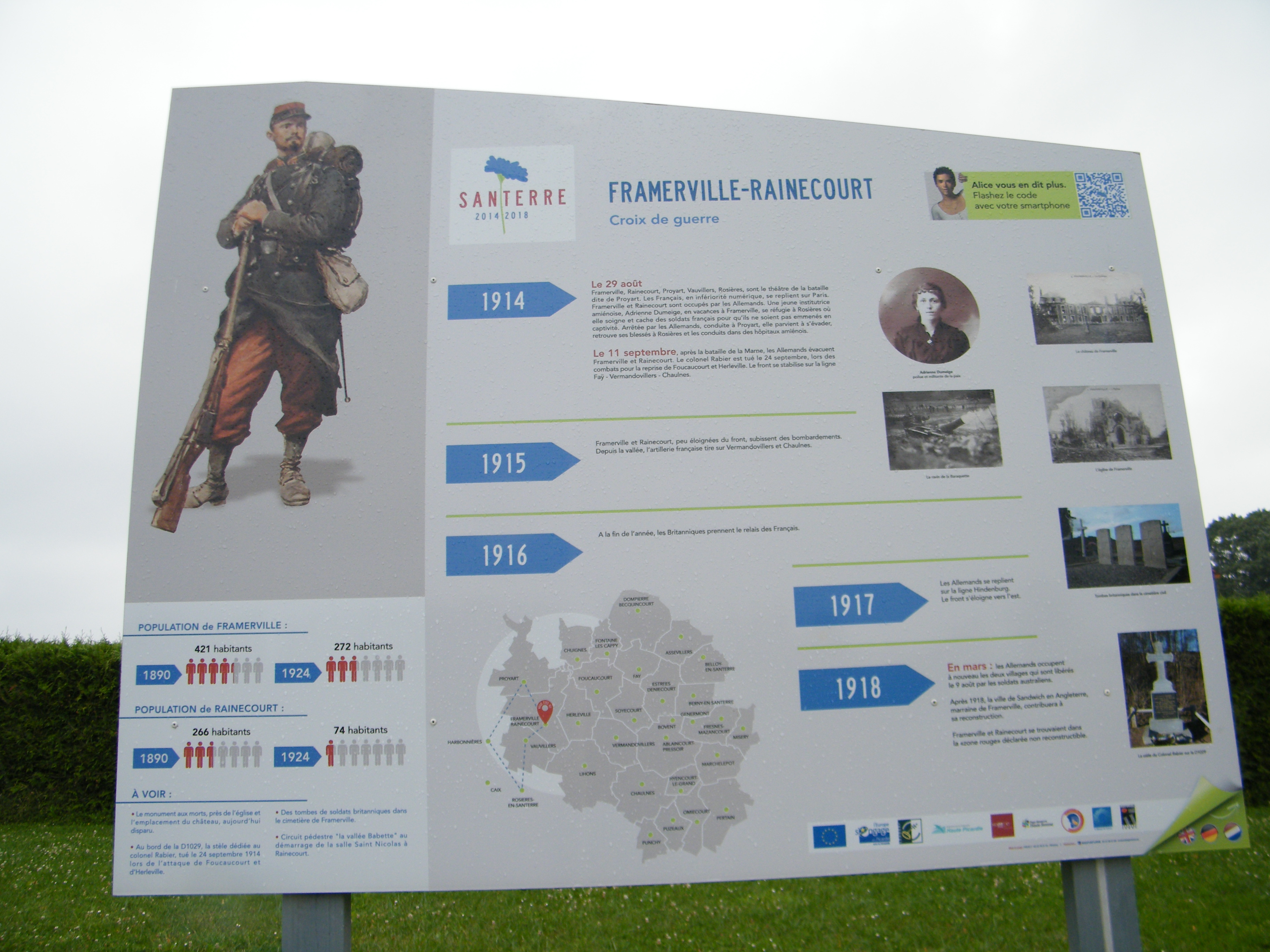
Histoire locale.
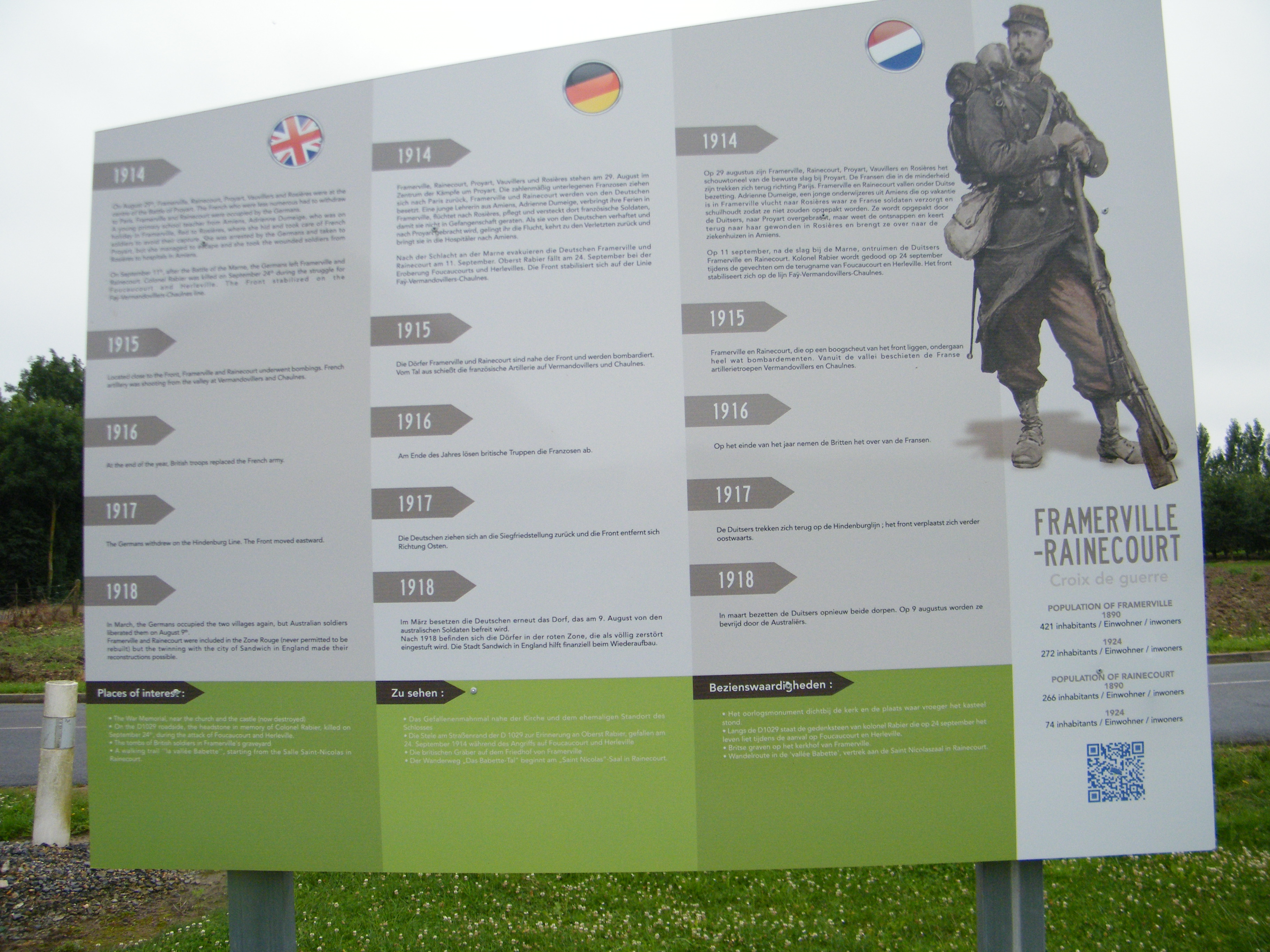
Histoire locale (2).
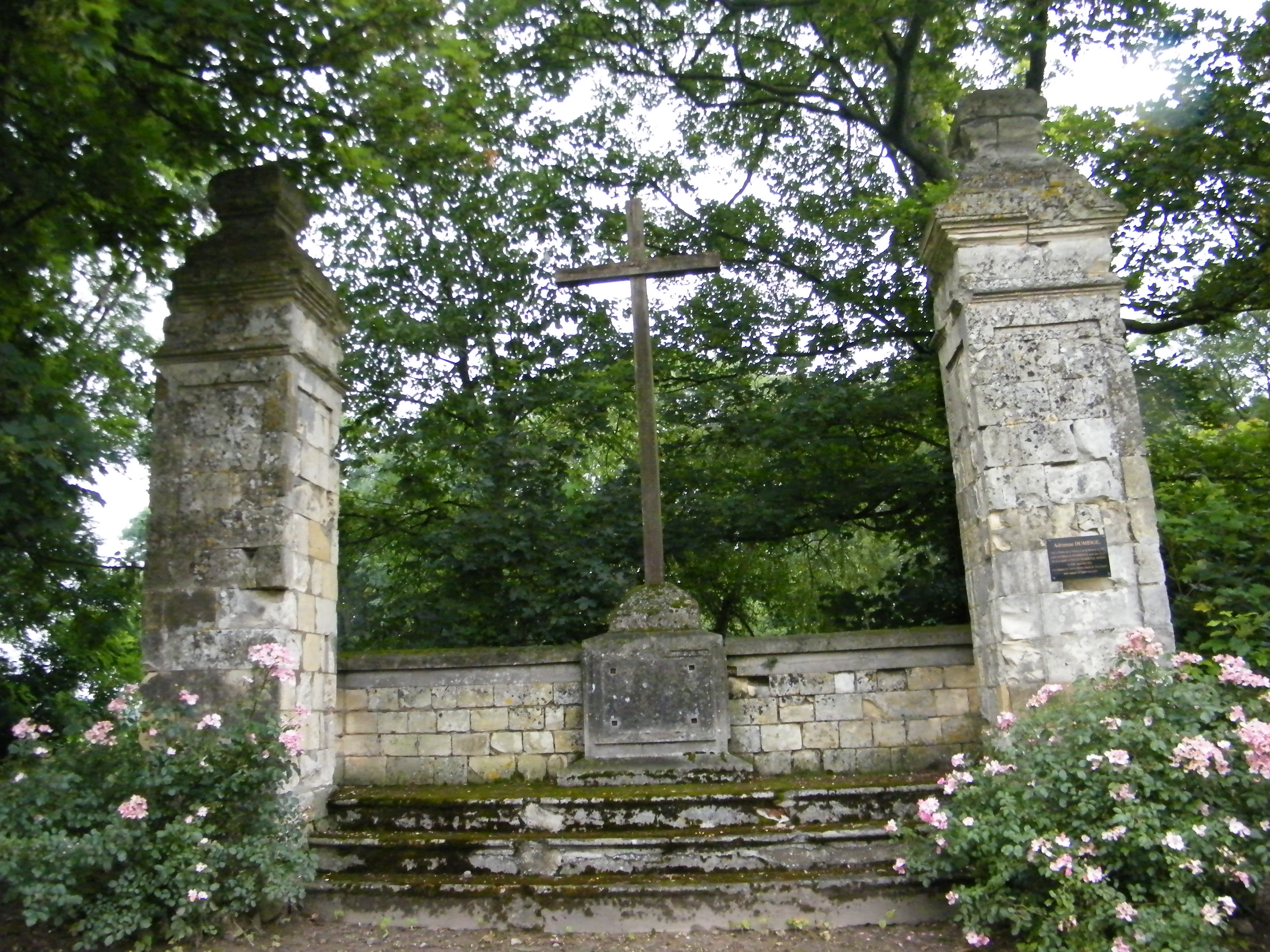
Entrée monumentale de l'ancien château.

### Personnalités liées à la commune

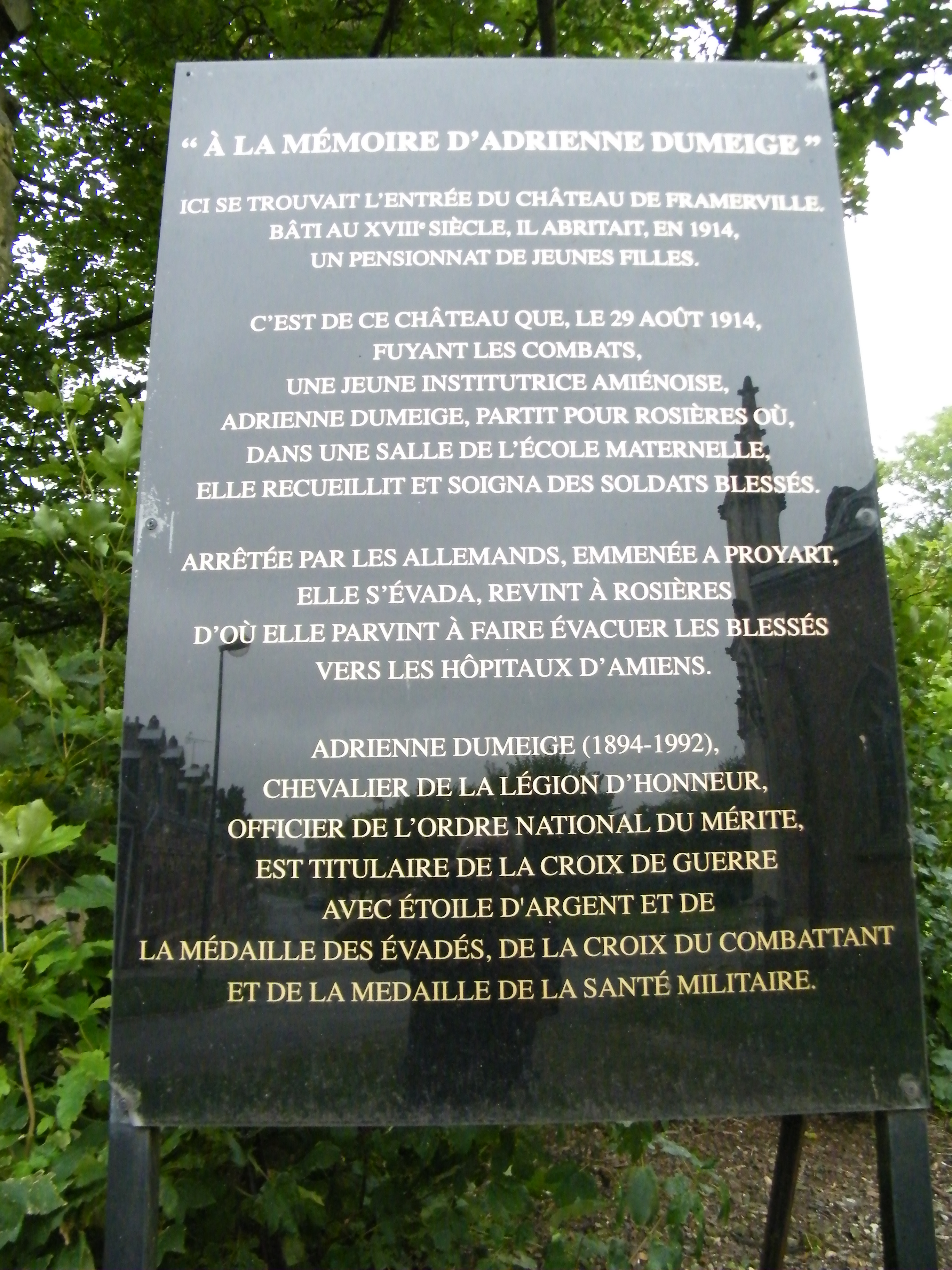
Plaque en hommage d'Adrienne Dumeige.

- Prudence Pezé, la « Louve de Rainecourt », exécutée en 1820 avec d'autres chauffeurs du Santerre[50].
- François de Biaudos de Castéja, né à Framerville en 1781, frère de l'ancien maire de la commune André de Biaudos de Castéja, officier, député de la Somme de 1827 à 1830[51],[52].
- René Gouge (Né à Framerville-Rainecourt en 1869-décédé à Paris en 1925), docteur en droit, avocat à Péronne puis Paris, avoué à Paris, sénateur de la Somme (1920-1925), rapporteur des régions libérées et dommages de guerre, conseiller général de Bray-sur-Somme (1922-1925)[53].
- Georges Lebeau, pilote de chasse originaire de Framerville. Passionné d'aviation, il obtient son brevet de pilote militaire le 22 juin 1914 à Pau et est promu sous-lieutenant le 5 mars 1917. Il remporta 4 victoires en combat aérien. Titulaire de la Croix de Guerre avec palmes, de la médaille militaire et de la Légion d'Honneur, il est décédé en 1963[16].
- Adrienne Dumeige (1894-1992), institutrice amiénoise, devenue infirmière dans le village en 1914 où elle sauva des soldats pendant la Première Guerre mondiale et fut la dernière soldate survivante de la Première Guerre mondiale, décédée en 1992[54],[55].

Liste de seigneurs et de propriétaires du château
La seigneurie de Framerville appartenait à la fin du XVIe siècle à la famille de Festard, qui la vendit en 1610 à François de Collemont, grenetier de la ville d'Amiens, anobli par le roi Henri IV en 1592.
À François de Collemont, succède comme seigneur de Framerville, son fils Charles de Collemont, puis le fils de celui-ci, Charles Jean de Collemont, mort à Framerville en 1744. Sans enfant, celui-ci donna Framerville à sa nièce, Marie Geneviève du Fossé de Watteville (1718-1764), mariée en 1750 avec François Firmin Desfriches Doria, marquis de Payens. seigneur de Cayeux-en-Santerre.
De cette union est issue une fille, Marie Élisabeth Françoise Desfriches Doria, dame de Framerville, mariée en 1779 avec Stanislas Catherine de Biaudos, comte de Castéja.
Framerville échut à l'aîné de leurs deux fils, André de Biaudos de Castéja, qui fut maire de Framerville, mais vendit le château en 1815 à son frère, François de Biaudos de Castéja. Ce dernier épousa en 1819 Caroline de Bombelles (1797-1861), l'une des enfants que Marc de Bombelles, alors évêque d'Amiens, avait eu alors qu'il était marié, avant d'entrer en religion.
Marc de Bombelles séjourna alors fréquemment à Framerville, chez sa fille et son gendre, jusqu'à sa mort, en 1822.
À la mort de François de Biaudos de Castéja, sans postérité, en 1862, le château de Framerville échut à son neveu Remi Léon de Biaudos, marquis de Castéja, qui le vendit en 1866. Décédé en 1899, Remi Léon de Biaudos de Castéja laissa un fils, Emmanuel Alvar de Biaudos de Castéja, qui racheta en 1908 le château de Framerville, mourut en 1911, et le laissa à l'un de ses enfants,.